# Чепецкая узкоколейная железная дорога (Пермский край)
Чепецкая узкоколейная железная дорога — разобранная узкоколейная железная дорога, находившаяся в Чердынском районе Пермского края. Начальным пунктом узкоколейной железной дороги является посёлок Чепец, находящийся на реке Каме. Относилась к категории Лесовозных. Проходила по маршруту Чепец (ст. Озёрная) — Глубинный (ст. Чепец) — Чепечанка — Касево.

## История
Узкоколейка в лагере Чепец на берегу Камы начала строиться в 1951-52 гг.. Протяженность первого участока УЖД была 28 км, на том же километре возник поселок Глубинный.
Вскоре в 1955-56 годах началось продление магистрали. Она была продлена до 46-го километра, на котором был построен посёлок Чепечанка, а в 70-х — до 72-го километра, где возник посёлок Касево. В то же время из-за переноса района лесозаготовок был выселен посёлок Глубинный. От магистрали до лесозатовок ответлялось несколько крупных веток, лесозаготовка шла сплошной волной, вырубая квартал за кварталом и приближаясь к границе с Республикой Коми.
Вывезенный по узкоколейке лес сплавлялся по реке Каме. В середине 1990-х, после запрета на молевой сплав, до Чепца была построена автодорога из Бондюга, лес потребителям стали доставлять автотранспортом.
В то же время объём заготовок и вывоза стал падать. В 1999 году был выселен посёлок Чепечанка, однако 2 жителя выезжать из него отказались. В 2004 был расселен посёлок Касево. Через короткий срок узкоколейку начали частично разбирать — были разобраны все линии за Чепечанкой, а через короткий срок были разобраны и линии за станцией Чепец.
В 2001 году в СМИ появилась новость о массовом избиении заключенных в колонии Чепца
В 2011 году были вывезены последние кубометры леса. В октябре того же года узкоколейная железная дорога была разобрана, а в ноябре упразднена Чепецкая колония. 

## Современное состояние
В настоящее время станция Озерная заросла травой, остались насыпи, мосты и поляны с руинами лесных поселков. Осталась главная улица поселка — Железнодорожная.

## Подвижной состав

### Локомотивы
- Паровоз ВП4
- ТУ2МК
- ТУ4
- ТУ7
- ТУ6А
- ТУ7
- ТУ8
- ЭСУ2А

### Вагоны
- Вагоны платформы
- Пассажирские вагоны ПВ40
- Вагоны цистерны ВЦ20
- Вагон-сцеп

### Путевые машины
Снегоочистители СО-750

### Частные средства передвижения
Мотодрезины «Пионерки».